# Desulfovibrio magneticus
Espèce
Desulfovibrio magneticus est une bactérie à Gram négatif de l'ordre des Desulfovibrionales. Il s'agit d'une bactérie sulfato-réductrice capable de magnétotaxie (bactérie magnétotactique) grâce à ses magnétosomes comportant des nanocristaux de magnétite.